# آلبرتو دمیدی
آلبرتو دمیدی (اسپانیایی: Alberto Demiddi‎؛ ۱۱ آوریل ۱۹۴۴ – ۲۴ اکتبر ۲۰۰۰) قایقران روئینگ اهل آرژانتین بود.
وی در مسابقات کشوری و بین‌المللی در مجموع برندهٔ ۴ مدال طلا، ۱ مدال نقره، ۱ مدال برنز شده‌است.